# نلی دینر
نلی دینر (انگلیسی: Nelly Diener، زاده ۵ فوریهٔ ۱۹۱۲ – ۲۷ ژوئیهٔ ۱۹۳۴) نخستین مهماندار زن اروپایی و اهل سوئیس بود. دینر خدمتش را در سوئیس‌ایر از ۱ مه ۱۹۳۴ آغاز کرد و لقب «فرشته آسمان‌ها» به او داده شد. او در حادثه سقوط توتلینگن در ژوئیه ۱۹۳۴ به همراه ۲ خدمه و ۹ مسافر، کشته شد.

## یادداشت
1. ↑  Engel der Lüfte